# Barqueiros da Tessalônica

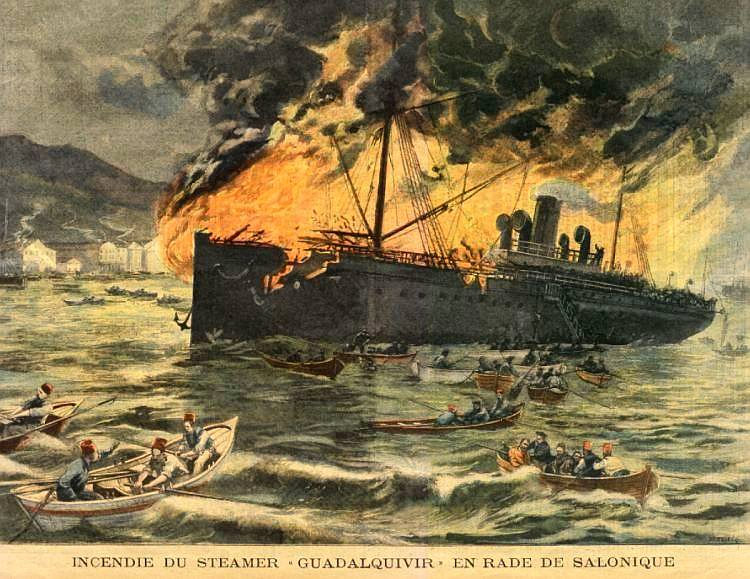
A destruição do navio francês "Guadalkivir" pelos Barqueiros da Tessalônica

"Barqueiros da Tessalônica", também conhecidos como "A Tripulação" (Πλήρωμα), ou ainda Gemitzídes (Γεμιτζήδες — basicamente o mesmo termo no idioma turco, gemidzii), era um grupo de anarquistas gregos de origem búlgara e macedônia formado em 1898 que declarou guerra ao Império Otomano e seus aliados no final do século XIX e primeiros anos da década de 1900.
Suas motivações eram tanto revolucionárias como anti-imperialistas já que durante muitos séculos as terras baixas da Grécia, assim como suas ilhas, permaneciam sob o controle do Império Otomano mantido a ferro e fogo através de dura repressão, promovendo uma série de massacres na Tessalônica e em outras regiões.
Suas mais notáveis ações tomaram a forma de inúmeros atentados a bomba. Em 28 de Abril de 1903 os "barqueiros" colocam uma bomba em um navio de guerra francês chamado Guadalquivir. No dia seguinte, em 29 de Abril outra bomba é colocada no Banco Imperial Otomano. Outras explosões ocorrem no trem "expresso" para Istambul, na central do sistema de gás e água, no banco de Mitilini, no Escritório dos Correios, no Grande Hotel, no Teatro Éden, no Campo militar de Top Hane e no Clube Alemão. O número oficial de mortos foi de 115 pessoas, a maioria composta por militares e administradores turcos. Tal campanha de atentados ficou conhecida como os "Bombardeios Tessalônios de 1903".
Todos os barqueiros foram anteriormente membros da Escola de Búlgaros da Tessalônica. Seu objetivo era através dos atentados chamar a atenção da população grega para a opressão otomana na Macedônia e na Trácia Oriental, inspirando-a a agir contra seus opressores.

## Etimologia e origem
O grupo tem como antecessor uma irmandade secreta anarquista fundada em Geneva e desenvolvida em Sofia chamada "O Grupo Geneva". Seus ativistas eram Michail Gerdjikov, Petar Mandjukov e Slavi Merdjanov. Eles foram influenciados sobretudo, pelo anarquismo, que emergira na Europa, após a Revolução Francesa, remetendo até o teórico libertário Mikhail Bakunin e seu envolvimento com o movimento Pan-eslávico. Mais tarde Merdjanov mudou-se para a Escola Búlgara em Salônica, onde trabalhou como professor e viu suas idéias alcançarem ressonância entre alguns de seus alunos. O grupo é fundado em trabalhos publicados em diversos nomes: "Os barqueiros da Tessalônica", a "Tripulação", ou os "Gemitzides", forma da palavra turca para "barqueiro". Em seu início, eles tinham um nome diferente, os "Causadores de Problemas" (gürültaci. O nome "barqueiros" era devido ao ensejo de "deixar para trás a vida cotidiana e os limites da lei e velejar com um barco por mares selvagens e livres da ilegalidade." O primeiro encontro do grupo ocorreu em 1898 com a intenção de formar um grupo revolucionário de terrorismo com o objetivo de mudar a opinião pública internacional acerca da questão da liberdade na Macedônia e na região de Adrianópolis fazendo surgir uma consciência social entre os oprimidos.

## Membros

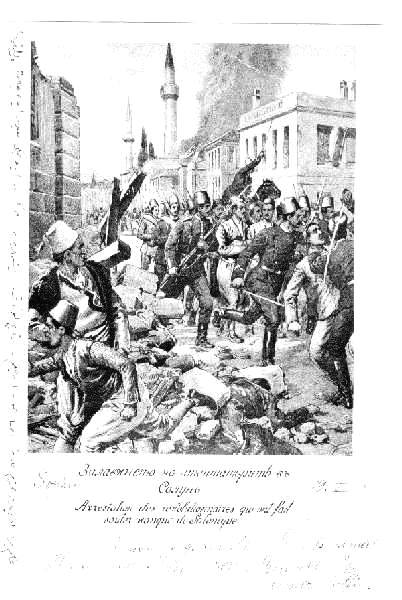
A prisão dos "barqueiros" sobreviventes, abril de 1903

Os membros dos Barqueiros eram como se segue:
- Jordan Popjordanov, também conhecido como Jiordan Orgadtziev, mas chamado de Orceto. Nasceu em 1881 em uma família burguesa e se juntou a organizações revolucionárias após chegar a escola búlgara de Salônica em 1894. Era inteligente o suficiente para ser considerado a mente orquestradora dos barqueiros. Foi morto durante as bombas e ele foi o único entre os barqueiros dos quais não restou nenhuma foto.
- Kostadin Kirkov, andava com Ortzeto desde há muito tempo. Eles entraram na Escola Búlgara com a mesma idade. Ele era conhecido por sua grande memória e seu humor sarcástico. Foi morto cinco dias depois das ações a bomba.
- Milan Arsov, nascido em 1886, era o mais jovem do grupo e ainda estava no quarto ano da escola quando os ataques aconteceram. Morreu no exílio.
- Dimitar Metchev, nasceu em 1870. Tentou matar uma autoridade local em Veles com um machado em 1898. Não obtendo êxito, partiu para as montanhas para se unir aos grupos de guerrilha. Morreu durante os eventos.
- Georgi Bogdanov, nascido em 1882, filho de uma família abastada. Em 1901 seu pai mandou-lhe para a Tessalônica para trabalhar nos escritórios do estado real junto com um parente, Ilia Papastefan. Morreu no exílio.
- Ilija Trutchkov, nascido em 1885 trabalhou na Tessalônica como sapateiro. Ele morreu durante as ações a bomba.
- Vladimir Pingov, nasceu em 1885, era um dos mais intrépidos e corajosos e sempre assumia para si as missões mais perigosas. Ele foi o primeiro do grupo a morrer.
- Marko Boshnakov de Ohrid, é dito que ele era um oficial do exército búlgaro e que foi ele que fez os planos para o tunel sob o banco. Ele foi o único que não tomou parte nas ações a bomba. Foi preso 14 dias após as explosões, exilado em 1908 e morreu na Bulgária no ano de 1915.
- Trayko Tsvetkov, nasceu em 1878 era de Resen e viveu muitos anos em Salônica. Foi um membro ativo da comunidade búlgara. Foi o último do grupo a ser morto durante os eventos.
- Pavel Shatev, nascido em Kratovo em 1882. Seu pai era um comerciante. Entrou para a escola búlgara em 1896. De 1910 à 1913 ele retornou para a Salônica e trabalhou como professor no colégio mercantil. Foi provavelmente morto pelos homens de Tito em 1951

## Planos de ataque

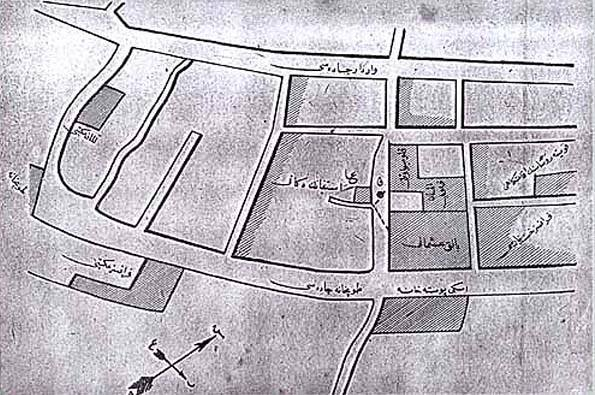
Mapa mostrando os locais onde houve as explosões dos barqueiros em 1903.

Inicialmente os anarquistas elaboram planos para um ataque a bomba em Istambul. No verão de 1899, baseados nas idéias de Slavi Merdjanov o grupo planejou o assassinato do sultão Abdulamide II (que após 1910 conhecido como o carniceiro dos armênios, por sua responsabilidade no genocídio deste povo). Em dezembro daquele mesmo ano Merdjanov foi a Istambul, onde ele fez contato com o secretário do exarcado búlgaro Dimitar Lyapov com revolucionários armênos locais. Lá eles estabeleceram que mesmo com a ajuda dos armênos seria impossível conseguir êxito na execução. Então eles planejaram explodir os escritórios centrais do Banco Otomano em Salônica e Istambul. Em meados de 1900 Merdajanov retornou novamente a Istambul para discutir com os armênos a explosão e então o grupo começou a operação começando a cavar tuneis sob os dois lugares. Em 18 de setembro de 1900 a polícia otomana prendeu um membro de um dos grupos que estava carregando explosivos e mais tarde todo o grupo do qual fazia parte foi preso, incluindo Kozakov, Merdjanov, Sokolov e Shatev. A organização foi desarticulada e debandou para a segurança e apenas Pingov permaneceu em Tessalônica para preparar uma atividade futura. Em 1901 os prisioneiros foram deportados para a Bulgária, após pressão do governo búlgaro. Nesse mesmo ano nas proximidades de Adrianópolis Merdjanov foi assassinado, bem como um grupo de armênos-búlgaros. O Gemidzhii estava pronto para a ação novamente em 1902, mas a proibição de comercialização de dinamite em Alexandrópolis, arranjada pelo líder do Supremo Comitê Macedônio, Boris Sarafov, forçou o grupo a abandonar os ataques planejados em Adrianópolis, Veles, etc., e restringir sua atividade. Por fim os membros do grupo foram para Tessalônica e continuaram a planejar novas ações de implantação de bombas.

## Ações a bomba

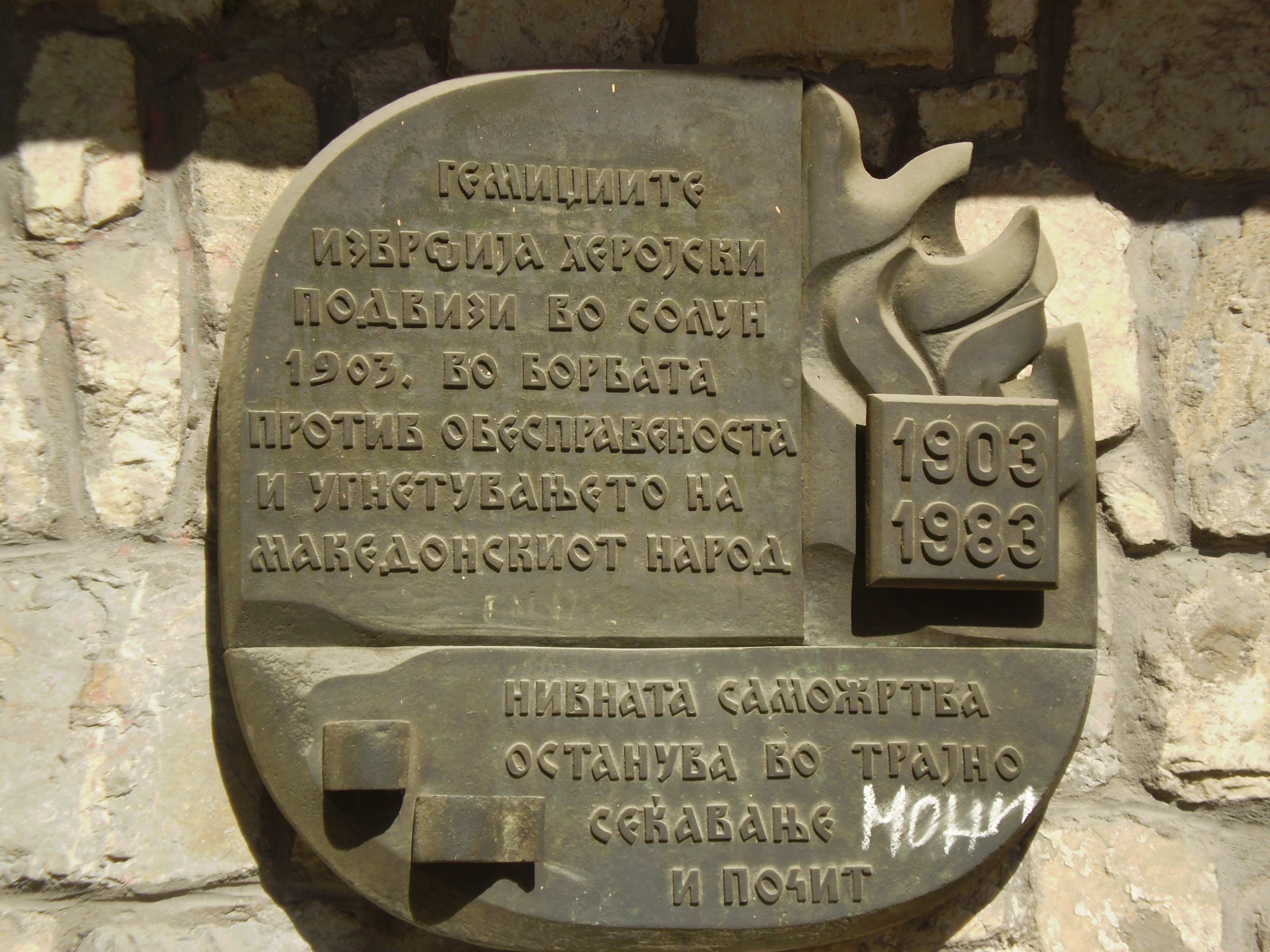
Placa de bronze em homenagem aos barqueiros em Veles

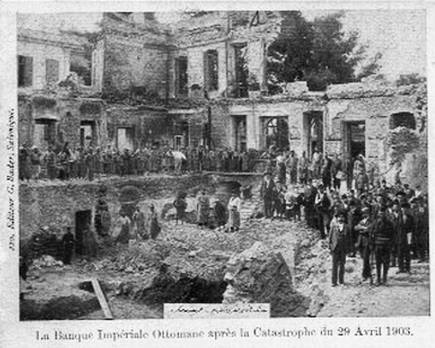
O Banco Otomano após a explosão, abril de 1903

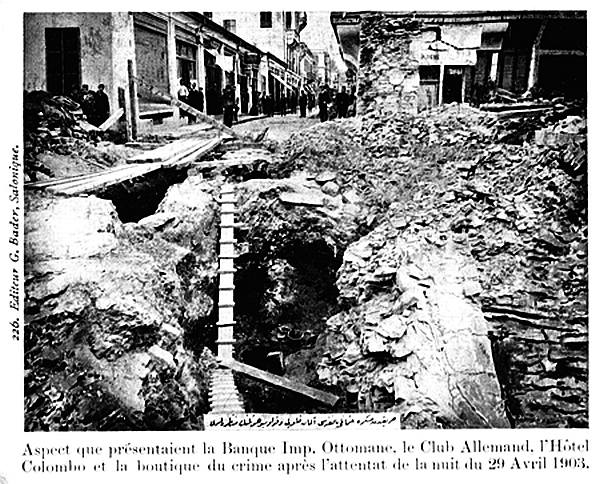
O túnel cavado pelos barqueiros sob o Banco Otomano após a explosão

Então em 28 de abril de 1903, Pavel Shatev, um membro do grupo, utilizou dinamite para explodir o navio francês “Guadalquivir” que deixava o porto de Tessalônica. O bombardeador deixou o navio junto com outros passageiros, mais foi pego mais tarde pela polícia turca na estação de trem de Escópia. Na mesma noite, outro grupo de bombardeadores: Dimitar Mechev, Iliya Trachkov, e Milan Arsov, 
destruíram a ferrovia entre a Tessalônica e Istambul, causando danos a uma locomotiva e alguns dos vagões de um trem que passava sem ferir nenhum passageiro. O primeiro sinal para a grande operação em Tessalônica foi dado por Kostadin Kirkov que utilizou explosivos para desligar a eletricidade e o suprimento de água da cidade. Jordan Popjordanov (Orceto) explodiu o prédio de escritórios do Banco Otomano, sob o qual o "gemidzhii" havia anteriormente cavado um túnel. Milan Arsov atirou três bombas no luxuoso Café "Alhabra". Na mesma noite, Kostadin Kirkov, Iliya Bogdanov e Vladimir Pingov detonaram bombas em diferentes partes da cidade. Dimitar Mechev e Iliya Truchkov falharam em destruir os a usina de gás e seus reservatórios. Ambos foram mortos mais tarde em uma troca de tiros com o exército e forças policiais, contra os quais Mechev e Trachkov utilizaram mais de 60 bombas. Jordan Popjordanov foi morto em 17 de abril. Em 18 de Abril, Kostadin Kirkov também foi morto quando tentava explodir o escritório dos correios otomanos. Logo após ser pego,  em uma missão para assassinar o governador local, Cvetko Traikov se matou lançando uma bomba no chão e então sentando sobre ela.

### Consequências
No início dos ataques, foi declarada lei marcial na cidade. Como resposta as ações, o exército turco e "bashibozouks" (irregulares) massacraram muitos cidadão búlgaros inocentes em Tessalônica, e mais tarde em Bitola. Pavel Shatev, Marko Boshnakov, Georgi Bogdanov e Milan Arsov foram presos e sentenciado pela corte marcial a cumprir a sentença na colônia penal em Fezã. Também alguns membros do Comitê central de IMORO, incluindo Ivan Garvanov, D. Mirchev, e J. Kondov foram encarcerados. Libya Boshnakov morreu de malária em 14 de fevereiro de 1908 e Arsov de exaustão em 8 de junho daquele mesmo ano. Em 30 de julho de 1908, graças ao movimento dos Jovens Turcos, a anestia foi dada a dois "barqueiros" remanescentes, depois eles cortarem a cabeça de seus camaradas e retornarem a Tessalônica em 18 de outubro onde deram as cabeças aos parentes dos falecidos.

## Legado
A municipalidade de Veles instalou uma placa de bronze em homenagem aos barqueiros junto a uma ponte de ferro também construída recentemente. Também o Hino de Veles "Bolen mi lezi Mile Pop - Jordanov"  tem em uma de suas passagens uma referência a eles.